# Einar Benediktsson
Einar Benediktsson (n. 31 octombrie 1864 – d. 21 ianuarie 1940) a fost un poet, avocat, traducător islandez.
I se atribuie conceperea drapelului actual al Islandei, arborat pentru prima dată în 1897.

## Opera
- 1897: Povestiri și poeme ("Sögur og kvæði");
- 1913: Unde ("Hrannir");
- 1921: Valuri ("Vogar");
- 1930: Valea ("Hvammar").

A tradus din Henrik Ibsen și a fondat revista Dagskrá.